# Злинська волость
Злинська волость — адміністративно-територіальна одиниця Єлизаветградського повіту Херсонської губернії.
Станом на 1886 рік складалася з 9 поселень, єдиної сільської громади. Населення — 5927 осіб (2931 чоловічої статі та 2996 — жіночої), 1236 дворових господарств.
|                     | Площа, десятин | У тому числі орної, дес. |
| ------------------- | -------------- | ------------------------ |
| Сільських громад    | 11610          | 10935                    |
| Приватної власності | —              | —                        |
| Казенної власності  | 1822           | 476                      |
| Іншої власності     | 99             | 99                       |
| Загалом             | 13531          | 11510                    |

Найбільше поселення волості:
- Злинка — містечко при річці Дубівка за 56 верст від повітового міста, 5927 осіб, 1183 двори, православна церква, єврейський молитовний будинок, школа, винний склад, 9 лавок, базари по п'ятницях щонеділі. За 5 верст — трактир.